# Station Jastrzębie-Zdrój
Station Jastrzębie Zdrój is een stationsgebouw aan de voormalige spoorlijn 159 in de Poolse plaats Jastrzębie-Zdrój.